# Blue Beetle (filme)
Blue Beetle (bra: Besouro Azul; prt: Blue Beetle) é um filme de super-herói americano baseado no personagem da DC Comics Jaime Reyes / Besouro Azul. Produzido pela Safran e distribuído pela Warner Bros. Pictures, o filme faz parte do DCEU. É dirigido por Angel Manuel Soto, a partir de um roteiro de Gareth Dunnet-Alcocer, e estrelado por Xolo Maridueña como Jaime Reyes ao lado de Adriana Barraza, Damián Alcázar, Raoul Trujillo, Susan Sarandon e George Lopez.
O desenvolvimento de um filme com Reyes começou no final de Novembro de 2018 com Dunnet-Alcocer associado ao projeto. Soto foi contratado para dirigir o filme em Fevereiro de 2021 inicialmente seria lançado no serviço de streaming HBO Max. Maridueña foi escalado em agosto daquele ano, e o filme foi alterado para ter um lançamento nos cinemas em Dezembro. Mais elenco foi adicionado no início de 2022, antes do início das filmagens no final de maio na área metropolitana de Atlanta no Wilder Studios em Decatur, Geórgia, e também ocorrendo em El Paso, Texas.
Blue Beetle foi lançado nos Estados Unidos em 18 de Agosto de 2023. Apesar de ter sido relativamente bem recebido pela crítica, acabou sendo um fracasso de bilheteria.

## Elenco
- Xolo Maridueña como Jaime Reyes / Besouro Azul: um adolescente de El Paso que tem sua coluna ligada a um escaravelho alienígena que lhe dá um traje e poderes.[10][11] No Brasil com a voz de Yan Gesteira.[12]
- Adriana Barraza como Nana: a avó de Reyes.[13]
- Damián Alcázar como Alberto Reyes: o pai de Reyes.[13] No Brasil com a voz de Guilherme Lopes.[12]
- Elpidia Carrillo como Rocio Reyes: a mãe de Reyes.[13] No Brasil com a voz de Telma da Costa.[12]
- Raoul Trujillo como Conrad Carapax / OMAC: Um guarda-costas aperfeiçoado com implantes cibernéticos a mando de Victoria Kord.[14] No Brasil com a voz de Márcio Dondi.[12]
- Bruna Marquezine como Jenny Kord: O interesse amoroso de Reyes, que também é filha de Ted Kord, o segundo Besouro Azul e da super-heroína Fogo.[15] No Brasil a própria Marquezine se dublou.[12]
- Susan Sarandon como Victoria Kord: A irmã de Ted Kord que é a atual presidente das empresas que ele fundou.[16] No Brasil com a voz de Sheila Dorfman.[12]
- George Lopez como Rudy: O tio de Reyes.[13] No Brasil com a voz de Eduardo Dascar.[12]
- Belissa Escobedo como Milagros Reyes: A irmã mais nova de Reyes.[15] No Brasil com a voz de Jéssica Vieira.[12]
- Harvey Guillén como  Dr. "Sanchez", um cientista trabalhando para Victoria.[15] No Brasil com a voz de Mckeidy Lisita.
- Becky G como a voz de Khaji-Da: a entidade que comanda o Escaravelho que cria a armadura do Besouro Azul.[17] No Brasil com a voz de Hannah Buttel.[12]

## Produção

### Desenvolvimento
A Warner Bros. Pictures e a DC Films estavam desenvolvendo um filme baseado em Jaime Reyes / Blue Beetle até o final de novembro de 2018, com o mexicano Gareth Dunnet-Alcocer escrevendo o roteiro. Zev Foreman foi o produtor executivo do projeto para a Warner Bros., que foi definido para ser o primeiro filme do Universo Estendido DC (DCEU) estrelado por um protagonista latino. Em dezembro de 2020, a DC Films planejava lançar vários filmes de orçamento médio por ano exclusivamente no serviço de streaming HBO Max, em vez de nos cinemas, como parte do plano do novo presidente da DC Films, Walter Hamada, para o DCEU, com Blue Beetle listado como um desses projetos em 2021. O porto-riquenho Angel Manuel Soto foi contratado para dirigir o filme em fevereiro de 2021. Em abril, Blue Beetle foi incluído na lista de filmes da DC que deveriam ser lançados em 2022 ou 2023. John Rickard estava produzindo o filme para a HBO Max em agosto, quando as filmagens deveriam começar no início de 2022. Em dezembro de 2021, a Warner Bros. revelou que o filme receberia um lançamento nos cinemas em agosto de 2023, em vez de ser produzido diretamente para a HBO Max. Em meados de abril de 2022, Soto e o diretor de fotografia Pawel Pogorzelski visitaram El Paso, Texas, para se encontrar com artistas locais, muralistas, músicos e historiadores para entender a sensação da cidade.

### Montagem de Elenco
Xolo Maridueña foi a primeira escolha de Soto para retratar Reyes, com Soto explicando que ele "não conseguia parar de ver (Maridueña) como o personagem" desde que foi contratado para dirigir o filme. ofereceram o papel a Maridueña em 1º de Agosto de 2021, ele foi revelado publicamente estar em negociações para o filme no dia seguinte, e sua escalação foi oficialmente confirmado mais tarde naquele dia na estreia de The Suicide Squad (2021). Ao saber do papel, Maridueña ficou mais animado que Reyes é um personagem latino e ele poderia trazer a representação latina para um projeto de super-herói.
No início de março, Bruna Marquezine foi escalada como o interesse amoroso de Reyes, Jenny, com Belissa Escobedo interpretando a irmã de Reyes, Milagros, e Harvey Guillén escalado para um papel não revelado. Mais tarde naquele mês, o resto da família de Reyes foi escalado: George Lopez como tio Rudy, Adriana Barraza como Nana, Elpidia Carrillo como Rocio e Damián Alcázar como Alberto. Soto disse que queria criar uma família mexicana autêntica com sotaques e experiências reais, e também queria que os membros mais velhos da família fossem retratados por atores mexicanos "amados" do cinema latino-americano que também passaram para o cinema dos Estados Unidos e pavimentaram o caminho para membros da geração mais jovem, como Maridueña e Escobedo. No final de Março, Sharon Stone estava em negociações para interpretar a vilã Victoria Kord, uma criação original para o filme que se acreditava ser a esposa de Ted Kord, o segundo Besouro Azul nos quadrinhos. Raoul Trujillo também se juntou ao elenco como Conrad Carapax, o Homem Indestrutível. Em meados de Abril, Susan Sarandon foi escalada como Victoria Kord depois que as negociações com Stone terminaram.

### Filmagens
As filmagens principais começaram em 25 de Maio de 2022, ocorrendo na área metropolitana de Atlanta, principalmente no Wilder Studios em Decatur, Geórgia. As filmagens também acontecerão em El Paso. E Pawel Pogorzelski atua como diretor de fotografia.

## Marketing
Soto, Dunnet-Alcocer e Maridueña promoveram o filme no evento virtual DC FanDome em Outubro de 2021, onde discutiram sua preparação para as filmagens e revelaram a arte conceitual do filme.

## Lançamento
Blue Beetle foi lançado nos Estados Unidos em 18 de agosto de 2023. No Brasil e em Portugal, foi lançado um dia antes, em 17 de agosto de 2023. Uma exibição em El Paso também está planejada. O filme foi originalmente planejado para ser um filme de streaming original da HBO Max.

## Recepção

### Bilheteria
Blue Beetle estreou nos Estados Unidos e no Canadá arrecadando cerca de US$ 25 milhões de dólares e outros US$ 18,6 milhões no resto do mundo, para uma bilheteria global de US$ 43,6 milhões no seu primeiro final de semana. A arrecadação nos primeiros três dias ficou abaixo do esperado e foi descrito pela revista Variety como uma das estreias mais ruins da história do Universo Cinematográfico da DC.

### Crítica
No site agregador de críticas Rotten Tomatoes, Blue Beetle tem um índice de aprovação de 78% baseado em 264 resenhas, com uma nota média de 6,4 (de 10). O consenso do site afirmou: "Liderado pela atuação magnética de Xolo Maridueña no papel principal, Blue Beetle é um filme de super-herói voltado para a família, com muito humor e emoção". Já no Metacritic, que dá uma média ponderada, o filme tem uma nota de 61 (de 100), baseado em 51 críticas, indicando uma "recepção favorável". Segundo o CinemaScore, a recepção do público foi relativamente positiva, com uma nota média de "B+" (numa escala de A+ a F), enquanto o PostTrak reportou que, entre as pessoas que foram assistir o filme no cinema, teve um índice de aprovação de 82%, com cerca de 65% das pessoas falando que o recomendariam.